# 1694
| 1694               |
| ------------------ |
| Dødsfald - Fødsler |
| • Begivenheder     |

| Gregoriansk kalender | 1694 MDCXCIV            |
| Ab urbe condita      | 2447                    |
| Armensk kalender     | 1143 ԹՎ ՌՃԽԳ            |
| Kinesiske kalender   | 4390 – 4391 癸酉 – 甲戌 |
| Etiopisk kalender    | 1686 – 1687             |
| Jødisk kalender      | 5454 – 5455             |
| Hindukalendere       |                         |
| - Vikram Samvat      | 1749 – 1750             |
| - Shaka Samvat       | 1616 – 1617             |
| - Kali Yuga          | 4795 – 4796             |
| Iransk kalender      | 1072 – 1073             |
| Islamisk kalender    | 1106 – 1107             |

Konge i Danmark: Christian 5. 1670-1699
Se også 1694 (tal)

## Begivenheder
- 1. marts – Skibskatastrofe, HMS Sussex, et engelsk krigsskib, forliste i hårdt vejr ved Gibraltar.
- 27. juli – Bank of England grundlægges.
- Den sidste sten lægges på Palazzo Montecitorio, et palads i Italien.
- Hubertushuset opførtes af Ole Rømer, Eremitageslottets forgænger i Jægersborg Dyrehave.
- Dieppe, en fransk by, ødelagt ved et engelsk-hollansk flådebombardement.
- Rødby ramtes af en voldsom stormflod, som ødelagde store dele af byens næringsliv.

## Født
- 9. marts – Frederik Anton Wedel-Jarlsberg, dansk officer og godsejer (død 1738).
- 4. juni – François Quesnay, en fransk økonom (død 1774).
- 29. juni – Hans Adolph Brorson, dansk biskop og salmedigter (død 1764).
- 5. august – Leonardo Leo, en italiensk komponist (død 1744).
- 16. august – Johan Sigismund Schulin, dansk lensgreve, gehejmeråd og minister (død 1750).
- 7. september – Johan Ludvig Holstein, dansk lensgreve og statsminister (død 1763).
- 26. oktober – Johan Helmich Roman, svensk komponist (død 1758).
- 21. november – François Marie Arouet, eller bedre kendt som Voltaire (død 1778).
- 8. december – Christian August von Berckentin, dansk greve, diplomat og gehejmeråd (død 1758).
- 22. december – Hermann Samuel Reimarus, tysk filosof og skribent (død 1768).
- Thomas Christensen Clitau, dansk forfatter, digter, jurist, musiker og historiker (død 1754).

## Dødsfald
- 13. januar – Christian Bielke, dansk-norsk adelsmand og søofficer (født 1645).
- 19. februar – Jerzy Franciszek Kulczycki, polsk soldat, spion og tolk (født 1640).
- 21. juli – Jacob Jensen Jersin, norsk biskop (født 1633).
- 5. august – Mogens Skeel, dansk adelsmand, amtmand og forfatter (født 1651).
- 26. oktober – Samuel Pufendorf, tysk jurist og naturretstænker (født 1632).
- 28. november – Matsuo Bashō, japansk digter (født 1644).
- 2. december – Pierre Puget, fransk maler og billedhugger (født 1622).
- 28. december – Maria 2. af England, dronning af England og Irland (født 1662).
- Peder Andersen, norsk maler.
- Martin Desjardins, nederlandsk billedhugger (født 1633).
- Anna Ehrentraut von Klitzing, tysk adelsdame (født 1628).